# Abkürzungen/Luftfahrt/Anhang
Dies ist der siebte Teil der Liste Abkürzungen/Luftfahrt.

## Liste der Abkürzungen
| Teil 1 | A                     | A                                                   |
| Teil 2 | B–D                   | B; C; D                                             |
| Teil 3 | E–K                   | E; F; G; H; I; J; K                                 |
| Teil 4 | L–R                   | L; M; N; O; P; Q; R                                 |
| Teil 5 | S–Z                   | S; T; U; V; W; X; Y; Z                              |
| Teil 6 | russische Abkürzungen |                                                     |
| Teil 7 | Zahlen                | Zahlen                                              |
| Teil 7 | Anhang                | NICHT berücksichtigte Abkürzungen; Sortierkriterien |
| Teil 7 | Beispiele             | Flugplan; VFR Bulletin; METAR; NOTAM                |

## Zahlen
… (zum Anfang der Liste)
Die Identifikation von Luftfahrzeugen in SSR Mode A erfolgt durch 4 Octalzahlen daher stehen weltweit nur maximal 4096 Codes zur Verfügung. Da in Europa für zivile und militärische Luftfahrzeugen eine Ausrüstungpflicht mit SSR Mode S und ADS-B fähige Transponder besteht werden SSR Mode A Codes nur noch vereinzelt in Ausnahmefällen und auf vorherigen Antrag vom ATC militärischen Luftfahrzeugen zugeteilt. Die Nutzung von SSR Mode A erfolgt daher weitestgehend als Gruppencode zur Identifikation von besonderen Flugnutzungen und Aufgaben, z. B. SAR oder Vermessungsflüge. Ferner gibt es nach wie vor die weltweit von ICAO für Notfälle definierten SSR Mode A Codes 7500, 7600 und 7700 die vom Luftfahrzeugführer bei Bedarf an der Transponderbedieneinheit eingewählt werden.
| 311  | 3-1-1 Rule | Vorschrift zur erlaubten Menge an Flüssigkeiten, die Passagiere mit an Bord nehmen dürfen: ein Behälter mit 3 Unzen oder weniger Inhalt, in 1 verschließbaren durchsichtigen Kunststofftüte, davon 1 je Passagier |
| 0000 |            | Transpondercode für Militäreskorte (USA); Verdacht auf Transponder-Ausfall (UK); Transpondercode für allgemeine Zwecke für die lokale Verwendung in jedem Land |
| 0001 |            | Transpondercode für militärische Hochgeschwindigkeitsflüge die nicht von der Flugsicherung überwacht werden (USA) |
| 0020 |            | Transpondercode für Hubschrauber-Rettungsflüge |
| 0023 |            | Transpondercode für Einsatzflüge der Bundespolizei |
| 0024 |            | Transpondercode für militärische Flüge im Nachttiefflugsystem im Geländefolgeflug |
| 0025 |            | Transpondercode für Absetzflüge (Fallschirmspringer) |
| 0027 |            | Transpondercode für Kunstflüge |
| 0030 |            | Transpondercode für Vermessungsflüge (im Auftrag der DFS oder Bundeswehr) |
| 0032 |            | Transpondercode für zivile VFR-Flüge in der Identifizierungszone (Identification Zone) |
| 0033 |            | Transpondercode für militärische VFR-Flüge bis FL 100 |
| 0034 |            | Transpondercode für SAR-Einsätze (nur „Search and Rescue“, nicht Rettungsflüge) |
| 0035 |            | Transpondercode für VFR/IFR Wechselverfahren unter Z-Flugplänen |
| 0036 |            | Transpondercode für Einsatzflüge der Polizei |
| 0037 |            | Transpondercode für Einsatzflüge der Polizei mit Restlichtverstärkern (Nachtsichtbrillen) |
| 1000 |            | Transpondercode für verdächtige Mode S Flüge (zweifelhafte? conspicuity code for Mode S) |
| 1200 |            | Transpondercode für VFR-Flüge in den USA |
| 2000 |            | Transpondercode für IFR-Flüge im nicht kontrollierten Luftraum (z. B. Nordatlantik) – wenn keine Anweisungen der Flugsicherung vorliegt bzw. keine regionale Vereinbarung existiert; Bei der Lufthansa wird der Transponder nach dem Flug auf 2000 gestellt |
| 6100 |            | Transpondercode für VFR-Flüge von Militärluftfahrzeuge im nicht kontrollierten Luftraum im Schweizer Luftraum unter der Verantwortung der Schweizer Luftwaffe. Betrifft nicht fremde Militärluftfahrzeuge, die im Transit sind oder einmaligen Start oder Landung durchführen, jedoch fremde Luftfahrzeuge, die in der Schweiz üben (Z.B. Gebirgsflugtraining der CH53 der Deutschen Luftwaffe) |
| 7000 |            | Transpondercode für VFR-Flüge (im Großteil von Europa); wenn die Flugbesatzung keinen Air Traffic Service erhält, soll 7000 eingestellt werden, um die Erkennung durch andere – entsprechend ausgerüstete Flugzeuge – zu verbessern – diese Gebiete werden bei den einzelnen Staaten festgelegt; außer es liegt eine andere Anweisung der Flugsicherung vor                                     |
| 7001 |            | Transpondercode für plötzliche militärische Steigflüge während Tiefflügen (UK) |
| 7004 |            | Transpondercode für Kunstflug und Showflüge (USA) |
| 7100 |            | Transpondercode für zivile (z. B. REGA) und militärische SAR Flüge in der Schweiz und Süddeutschland |
| 7500 |            | Notfall-Transpondercode für Flugzeugentführung (Merksatz: seven five, man with knife) |
| 7600 |            | Notfall-Transpondercode für Funkausfall (Merksatz: seven six, höre nix oder seven six, im Funk geht nix) |
| 7700 |            | Notfall-Transpondercode für Luftnotlage (Merksatz: seven seven, goes to heaven) |
| 7776 |            | reserviert für Sekundärradar-Bodenüberwachung (SSR ground transponder monitoring) |
| 7777 |            | Transpondercode für militärische Abfangaktionen (USA); reserviert für Sekundärradar-Bodenüberwachung (SSR ground transponder monitoring) |

## NICHT berücksichtigte Abkürzungen
… (zum Anfang der Liste)
Die weltweit gültigen Flughafencodes sind hier nicht mit aufgelistet.
Diese ICAO-Codes haben vier Buchstaben. Die ersten beiden Buchstaben sind die Länderkennung der Flughäfen.
Auch eine vollständige Liste der IATA-Flughafen-Codes und eine Liste der Flughäfen, die nach dem IATA-Code (aus drei Buchstaben) sortiert ist, gibt es.
Größere Flughäfen findet man mit ICAO- und IATA-Code in der Liste der Verkehrsflughäfen.
Nicht aufgelistet sind hier auch die Identification (Id, dt. Kennung) von Flugnavigationsfunkanlagen, wobei DME, (D)VOR, MLS, NDB, TACAN bis zu 3 Buchstaben und ILS bis zu 4 Buchstaben besitzen können, wobei bei ILS mit 4 Buchstaben der erste Buchstabe immer ein „I“ ist. Sofern zwei oder mehr Flugnavigationsfunkanlagen frequenzgepaart am gleichen Standort betrieben werdennutzen beide die gleiche Id, dies sind z. B. ILS/DME, (D)VOR/DME, (D)VORTAC, MLS/DME. Die vollständigen und monatlich aktualisierte Auflistung der Flugnavigationsanlagen werden in den zivilen und/oder militärischen AIPs des jeweiligen Landes veröffentlicht, wobei militärische Flugnavigationsfunkanlagen zum Teil auch nur in FLIPs veröffentlicht werden. Folgende Listen der Flugnavigationsfunkanlagen und deren Id existieren in Wikipedia: TACAN in Deutschland, (D)VOR in Deutschland, NDBs in Deutschland, Österreich und Schweiz)
Intersections werden mit 5 Buchstaben oder Ziffern gekennzeichnet.
Auch für die verschiedenen Airline-Namen gibt es einen internationalen 3-Buchstaben-Code, der nicht hier aufgelistet ist, sondern in der Liste der IATA-Airline-Codes. Die Abkürzungen für die verschiedenen Flugzeugtypen findet man in der Liste der Flugzeugtypencodes.
Die Abkürzungen für die Ländercodes in den Kennzeichen der Flugzeuge findet man im Artikel Luftfahrzeugkennzeichen.

## Sortierkriterien
… (zum Anfang der Liste)
Bei der alphabetischen Einordnung wurden Sonderzeichen, Striche, Leerzeichen und Ziffern nicht berücksichtigt.
Beispiel: 100LL wird wie LL einsortiert; A/A wird wie AA einsortiert; ACR OPNS wird wie ACROPNS einsortiert;
Viele Abkürzungen werden wahlweise mit oder ohne Schrägstrich geschrieben. Beispiel: GS oder G/S – Ground Speed – Geschwindigkeit über Grund.
Die Groß- oder Kleinschreibung der Abkürzungen spielt praktisch keine Rolle. Meist wird alles durchgehend mit großen Buchstaben abgekürzt. In NOTAMs wird oft durchgehend klein geschrieben. Bei einigen Abkürzungen ist eine gemischte Groß-/Kleinschreibung üblich – z. B. MAPt – Missed Approach Point – Fehlanflugpunkt, aber auch MAPT ist dafür gebräuchlich. Maßeinheiten werden sowohl groß, als auch klein geschrieben. Beispiel: LBS oder lbs für Pfund; km/h oder KMH. Abkürzungen aus der deutschen Sprache werden dagegen mit streng festgelegter Groß- und Kleinschreibung geschrieben. Beispiel: NfL -Nachrichten für Luftfahrer; mwSK – missweisender Steuerkurs; LuftPersV – Verordnung über Luftfahrtpersonal.
Die allermeisten der aufgeführten Abkürzungen werden nur verkürzt geschrieben, aber als ganzes Wort ausgesprochen. Beispiel: A/C geschrieben, Aircraft gesprochen. Nur wenige Abkürzungen werden auch als eigenes Wort gesprochen. Beispiel: NOTAM. Einige Abkürzungen werden auch als einzelne Buchstaben (englisch ausgesprochen) gelesen. Beispiel: VOR geschrieben; „vi ou ar“ gesprochen; ILS geschrieben, „ai el es“ gesprochen.
Tiefergestellte Buchstaben (z. B. VR; CL) sind nicht nach einer festen Regel einsortiert – VR ist z. B. bei V einsortiert, während CL bei CL einsortiert ist. Häufig findet man auch die Schreibweisen: VR, Vr, CL, Cl.

## Beispiele mit vielen Abkürzungen

### Flugplan
… (zum Anfang der Liste)
```
OFP 1 131103/22:02:18
SBC 1124/13 SBGL/ STD 2355 ETD 2355 SLOT ....
E145/PT_FMS/ SBRJ/ STA 0200 ETA 0009
CRZ 0.30 PROG
VIA OBS
========= ========= ========= ========= ========= ========= =========

             FUEL   END      WEIGHTS     UNIT LBS
TRIP 0.3 00:14 PLNTOW 27.8 ....... MALTOW 48.5
CONT 0.0 00:00 PLNLAW 27.4 ....... MALLAW 42.5
ALTN/SBSC 0.2 00:08 PLNZFW 26.5 ....... MAXZFW 39.5
FINRES 0.8 00.30 ESTZFW 26.5 ....... TNKCAP 11.4
ADDFUEL 0.0 00:00 ....... MALTOF ..../L

PLNTOF 1.3 00:52 LOSS: .....USD/T
EXTRA ...... ..... TOTRES 1.0
TOF ...... ..... FUEL BURN P1000KG ON ZFW ....LB
TAXI 0.4 BRFZFW ......
BLOCK ......

                               FMS INFO
                               ELEV. SBGL  /28 -SBRJ  /11
PREPARED BY CO ROUTE INFO
NAME ...
AVG W/C H...
PHONE 64552134 RESERVE . . . . FL310 .../...
                               INIT FL 0           FL200 .../...
                               TOC     .../...     FL100 .../...
                               TOD     .../...     FL... .../...

ATC CLEARANCE: .................................................
               .................................................
               .................................................

                                                 CREW      .....
                                                 PAX       .....
                                                 TOTAL O/B .....

ATS ROUTE:
DCT PCX/N0230F50 DCT MRC DCT

CAPTAIN..........................

========= ========= ========= ========= ========= ========= =========
 SBC 1124/13            SBGL/SBRJ
VIA :
TIME POSITION FL TTR DIST REFU T TAS GS W/V
ETO ATO COORDINATES MTR RDIS HT IAS MACH
.
    0014   SBGL                             1.3               /
.../.... S2249.7 E02249.7 53
.
005 0008 PCX/114.60 30 072 22 1.2 230 230 /
.../.... S2242.9 W04251.5 31
.
003 0004 MRC/114.00 50 187 15 1.1 233 233 /
.../.... S2258.1 W04253.5 15
.
000 0004 T_O_D 50 281 1 1.1 233 233 /
.../.... 14
.
004 0000 SBRJ 14 1.0 /
.../.... S2255.0 W04309.8 0

AVG W/C GROUND DIST 52 BLOCK FUEL REM ......

ALTERNATES MDF VIA
SBSC PLAN 3.5 DCT

```

### VFR Bulletin
… (zum Anfang der Liste)
(Auszug)
EDOI
FROM 02/10/08 07:06 UNTIL 03/01/06 23:59 EST E1680/02 DAILY 0800-SS
SPECIAL ACTIVITY AREA FOR AEROBATIC FLIGHTS ESTABLISHED IN VMC NEAR
BIENENFARM , SIZE THREE BY THREE NAUTICAL MILES 524210N
124212E-524205N 124639E-523909N 124630E- 523913N 124203E (20NM SW
LOWENBERG DVOR LWB) VFR FLIGHTS SHOULD AVOID THIS AREA WHEN EVER
POSSIBLE, IFR FLIGHTS WILL BE SEPARATED BY ATC. AIP VFR GERMANY ENR3-5
REFERS.
EDCD
FROM 02/11/01 07:00 UNTIL 03/03/29 23:59 C1139/02
AERODROME HOURS OF OPS (WINTER PERIOD): 0700 – SS+ 30 (MAX. 1700) OTHER
TIMES ON REQUEST.
EDCD
FROM 02/12/24 12:00 UNTIL 03/01/01 17:00 C1319/02
AD OPR HRS: 241200-261700 AND 311200- 011700 O/R 2HR.
EDBF
FROM 02/12/16 00:01 UNTIL 03/01/19 23:59 E2045/02 AD OPR HRS: DEC 16-22 O/R 2HR,
DEC 23-JAN 01 PPR, JAN 02-19 O/R 2HR.
EDCS
FROM 02/10/01 06:17 UNTIL 03/03/31 23:59 EST E1622/02
GRASS-RWY 10/28 CLOSED. AVBL RWY 110M SOUTH AND PARALLEL OF
PUBLISHED RWY. WINCHLAUNCHING NOT ALLOWED. DIMENSIONS OF AVBL RWY
700M X 30M.

### METAR
… (zum Anfang der Liste)
SA EDDW
151620 23010G25KT 180V270 1400SW 800N R27L/1600P +RA FEW007 SCT013CB BKN025 27/18 Q1009 TEMPO TS
METAR ist eine standardisierte meteorologische Meldung für die Luftfahrt.

### NOTAM
… (zum Anfang der Liste)
a7411 (hosp jugenheim) 1 km rad sfc/1000ft gnd; ovft strictly proh. (m130)
In NOTAMs werden extrem viele Abkürzungen verwendet – auch für allgemeine Begriffe, die nicht spezifisch mit der Luftfahrt zu tun haben. Viele weitere Beispiele für NOTAMs findet man unter: NOTAM#Beispiele – mit Entschlüsselung und Erläuterungen.